# 堤時貞
堤 時貞（つつみ　ときさだ、1976年4月6日 - ）は、福岡県出身の日本の柔道選手である。階級は60kg級。身長162cm。

## 経歴
曽根中学2年と3年の時に全国中学校柔道大会の55kg級で2連覇を達成した。国士舘高校へ進むと、3年の時にはインターハイの軽量級で優勝した。1995年に国士舘大学へ進学すると、1年の時には正力杯60kg級の決勝で東海大学3年の徳野和彦に敗れるも2位となった。続くジュニア体重別では3位だったが、正力国際では決勝で日体大2年の関口幸三を破って優勝を飾った。2年の時には正力杯、講道館杯、チェコ国際でそれぞれ3位になった。世界ジュニアでは7位に終わった<3年の時には体重別で3位になるが、講道館杯では決勝で神奈川県警の徳野に敗れた。4年の時には体重別で3位だったが、正力杯では決勝で天理大学4年の江種辰明を破って優勝した。講道館杯でも決勝で大学の2年後輩なる内柴正人を破って優勝を飾った。続く世界学生では3位、嘉納杯では5位にとどまったが、ドイツ国際では決勝でグルジアのネストル・ヘルギアニを破って優勝を果たした。1999年には警視庁に入庁すると、ユニバーシアードに出場するが3回戦で敗れた。また、この年以降に体重別と講道館杯でそれぞれ3度3位になった。2001年には全国警察柔道選手権大会の66kg級で優勝を飾った。

## 戦績
- 1990年 -　全国中学校柔道大会　優勝(55kg級)
- 1991年 -　全国中学校柔道大会　優勝(55kg級)
- 1994年 -　インターハイ　優勝軽量級
- 1995年 -　正力杯　2位
- 1995年 -　ジュニア体重別　3位
- 1996年 -　正力国際　優勝
- 1996年 -　フランスジュニア国際　優勝
- 1996年 -　正力杯　3位
- 1996年 -　世界ジュニア　7位
- 1996年 -　講道館杯　3位
- 1997年 -　チェコ国際　3位
- 1997年 -　体重別　3位
- 1997年 -　講道館杯　2位
- 1998年 -　体重別　3位
- 1998年 -　正力杯　優勝
- 1998年 -　講道館杯　優勝
- 1998年 -　世界学生　3位
- 1999年 -　嘉納杯　5位
- 1999年 -　ドイツ国際　優勝
- 1999年 -　体重別　3位
- 1999年 -　講道館杯　3位
- 2000年 -　講道館杯　3位
- 2001年 -　体重別　3位
- 2001年 -　全国警察柔道選手権大会 優勝(66kg級)
- 2001年 -　講道館杯　3位
- 2002年 -　体重別　3位
- 2003年 -　全国警察柔道選手権大会　3位(66kg級)

(出典、JudoInside.com)。